# 李清照纪念祠
李清照纪念祠，中国山东省青州市范公亭公园内的纪念馆，為纪念宋朝词人李清照而建。

## 历史
北宋大观元年（1107年），宋朝女词人李清照随丈夫金石学家赵明诚返回丈夫老家青州生活，李清照把夫妻二人在青州的居室命名为“归来堂”，并自号“易安居士”。李清照在青州创作了大量诗词，并完成了词学理论著作《词论》。靖康二年（1127年），因金兵攻陷青州，李清照被迫南迁离开青州，在青州生活了约20年。
1989年5月，为纪念曾在青州居住的李清照夫妻，李清照纪念祠在范公亭公园内洋溪湖畔建成开放。1993年，在原址扩建，扩建后面积为3000平方米。整个小院坐北朝南，门头悬挂有萧劳题写的“李清照纪念馆”匾额。
李清照纪念祠后因受洪水冲击破损严重。2022年3月，青州市对李清照纪念祠进行修缮。2023年9月重修后重新开放。建筑面积645平方米，占地面积5500平方米，包括李清照纪念馆、四松亭、顺河楼等建筑，纪念馆内有易安居、归来堂、人杰亭、李清照生平展室、清照词廊等。各景点的命名涵义都和李清照的文学生平有关。

## 布局
李清照纪念祠是一座仿宋院落，内有归来堂、易安居、人杰亭、李清照生平展室、清照词廊等。李清照纪念祠正门上悬挂有臧克家题写的“李清照纪念祠”匾额，进门穿过一片树林后是李清照纪念馆，纪念馆是一座小四合院。客厅南边是书房，书房内有李清照抚琴塑像。归来堂匾额由赵朴初题写，门前对联为“红雨飞愁千秋绝唱销魂句，黄花比瘦一卷高歌漱玉词。”客厅北面是卧室，放置有一张古床，白色床单上铺着两床锦面棉被。
顺河楼，洋溪湖畔的一座三楹单层建筑，因顺河而建，高踞河岸数丈石墙之上，远望宛若楼台，故而得名。现存顺河楼可追溯到清咸丰年间，位于范公亭大门以北小桥旁，与古青州西门隔河相对，中间连接有永济桥，顺河楼的彩窗临水，与岸边的垂柳形成一道俏美的景色。
李清照纪念祠院内的四松亭是一座仿古建筑。青州四松亭最早可追溯至明朝中叶衡王府紫薇园内的四松亭，亭旁有四株奇松，清乾隆时自号“四松先生”谢子超曾是该园主人。顺河楼西侧的四松亭则可上溯至清朝咸丰年间，益都知县张槃将法庆寺的一株古柏移植到城西门外顺河楼旁，该柏树一干四股叉，在树旁建一座小亭命名为“四松亭”，并撰写《四松亭记》勒石嵌于墙中。数年后，古柏枯死，四松亭也因失修而近乎坍塌。1950年代初，重修四松亭，并在亭的四角各栽植一棵柏树，以对应四松亭景观。

## 备注
1. ↑  有资料称归来堂是赵明诚父亲赵挺之青州故居的堂名，由赵挺之命名，而非李清照[2]。
2. ↑  也有资料称21年[3]；扣除1124年至1127年，李清照随赵明诚到淄州生活则为17年[4]